# Irving Jahir Saladino Aranda
Irving Jahir Saladino Aranda (Colón, 23 de gener, 1983) és un atleta panameny especialista en salt de longitud.
Saladino ha estat campió del món a Osaka 2007 i or olímpic a Pequín 2008.

## Resultats
| Any  | Competició               | Seu                     | Resultat | Notes       |
| ---- | ------------------------ | ----------------------- | -------- | ----------- |
| 2003 | Campionat Sud-americà    | Barquisimeto, Veneçuela | 3r       | 7.46 m      |
| 2006 | Campionat del Món Indoor | Moscou, Rússia          | 2n       | 8.29 m (AR) |
| 2007 | Jocs Panamericans        | Rio de Janeiro, Brasil  | 1r       | 8.28 m      |
| 2007 | Campionat del Món        | Osaka, Japó             | 1r       | 8.57 m (AR) |
| 2008 | Jocs FBK                 | Hengelo                 | 1r       | 8.73 m (AR) |
| 2008 | Jocs Olímpics            | Beijing, Xina           | 1r       | 8.34 m      |